# Георги Малчев
Георги Малчев е виден български дърворезбар от XX век.

## Биография
Георги Малчев е роден на 10 април 1947 година в разложкия град Банско. Учи в родния си град, а средно образование завършва в Благоевград. Рисува карикатури за „Пиринско дело“. В 1968 година започва да учи дърворезба във Висшия институт за изобразително изкуство „Николай Павлович“ при Асен Василев и завършва в 1974 година. Живее в София, където се занимава с дърворезба - както монументална, така и малка. От 1979 година е член на Съюза на българските художници. Участва в 14 общи и 3 съюзни изложби в България и чужбина. В 1984 година прави самостоятелна изложба в родния си град. Значими негови произведения има в Банско, София, Шумен, Ямбол, Ботевград, Етрополе, Благоевград и Силистра, както и в Германия, Франция, Австрия, Италия, Швейцария и Китай.